# Simon McBride

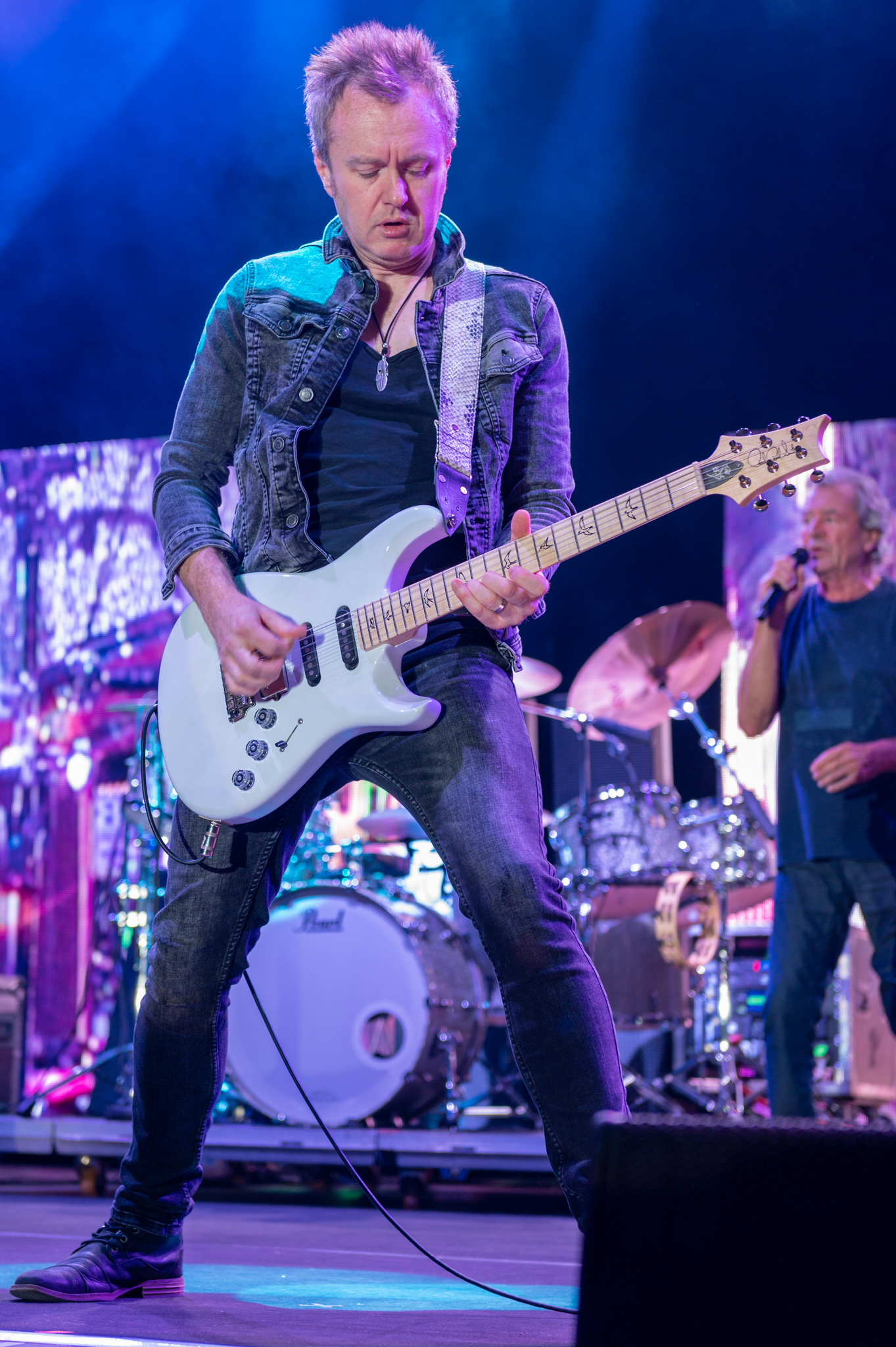
Simon McBride bei Lieder am See 2022 mit Deep Purple

Simon McBride (* 29. April 1979 in Belfast) ist ein Gitarrist, Sänger, Songwriter, Produzent und Dozent am BIMM Institut in Dublin. Seit 2022 ist er Gitarrist der Band Deep Purple.

## Leben und Werk
McBride begann mit zehn Jahren Gitarre zu spielen. Mit 15 Jahren gewann er den Young Guitarist of the Year Wettbewerb des Guitarist Magazine im Wembley Conference Centre.
Ein Jahr später, wenige Monate nach seinem sechzehnten Geburtstag, wurde McBride von der in Belfast ansässigen Metal-Band Sweet Savage rekrutiert, die sich 1994 ohne ihren Gründungsgitarristen Vivian Campbell (Dio, Def Leppard) neu formierte, den McBride ersetzte. Er tourte mit der Band und nahm zwei Alben auf, Killing Time 1996 und Rune 1998.
Nachdem er Sweet Savage 1998 verlassen hatte, schloss er sich seinem irischen Landsmann Andrew Strong an, der sich 1991 im Kultfilm The Commitments einen Namen machte und anschließend eine Gesangskarriere einschlug. McBride tourte sechs Jahre mit Strong.
Mit dem 2008 veröffentlichten Album Rich Man Falling startete er seine Karriere als Solokünstler. Das Album enthält Coverversionen von Be My Friend, ursprünglich von Free (Band), und dem Jimi-Hendrix-Song Power of Soul. Seine zweite Veröffentlichung Since Then (Nugene Records) aus dem Jahr 2010 brachte ihm Nominierungen bei den British Blues Awards ein.
Zu diesem Zeitpunkt spielte er im Vorprogramm für Jeff Beck, Joe Bonamassa und den US-Slide-Gitarristen Derek Trucks. Im Herbst 2010 tourte er durch Großbritannien und unterstützte eines seiner frühen Vorbilder, Joe Satriani. 2011 spielte er auf dem Glastonbury Festival und anderen Veranstaltungen, darunter 2011 und 2013 beim Don Airey's Soul & Blues Festival. Aus Aufnahmen von seiner Tournee durch Großbritannien 2011 entstand seine dritte CD-Veröffentlichung Nine Lives (Nugene Records). Das Album enthält vier Solo-Akustik-Tracks.
2012 veröffentlichte er Crossing the Line (Nugene Records), ein Album mit größtenteils eigenen Titeln, aber auch dem Blood, Sweat & Tears-Song Go Down Gamblin’. Das Album wurde in Belfast, Nordirland und Maryland, USA, aufgenommen und in New York durch den Produzenten und Toningenieur Peter Denenberg gemischt. Dieses Album erreichte mehrere Best-of-Jahrescharts, darunter die des Classic Rock Magazins.
Im Jahr 2016 trat McBride als Ersatz für Micky Moody der klassischen Rockband Snakecharmer bei und nahm an den Aufnahmen zum Album Second Skin teil, das im Mai 2017 veröffentlicht wurde. Im Anschluss ging er mit Snakecharmer auf Tour.
Im Jahr 2022 veröffentlichte er das Soloalbum The Fighter.
2022 vertrat er zunächst vorübergehend Steve Morse von Deep Purple. Nach dessen Erklärung, die Band endgültig zu verlassen, wurde bekannt gegeben, dass er Morse dauerhaft ersetzt. Ian Gillan hatte ihn schon zuvor als einen der besten Gitarristen der Welt bezeichnet.
Er ist als Gastdozent an der Dubliner Schule des BIMM (Brighton Institute of Modern Music) und der Sommerschule der International Guitar Foundation tätig.

## Privates
McBride ist Vater von zwei Kindern.

## Rezeption
„Selten (aber doch!) kommt in der Musikwelt ein wahrer Alleskönner daher. Einer mit dem Potenzial, alles umzukrempeln und einer altehrwürdigen Disziplin (wie jener der Rockmusik) einen ganz neuen, frischen Anstrich zu verpassen. Der Ausnahmegitarrist, Sänger und Songwriter Simon McBride ist genau so jemand — und wer den gebürtigen Nordiren schon einmal live gesehen hat [...] zweifelt keine Sekunde daran.“

„McBride erweist sich als wahrer Meister der Hooklines, von den Vocal Lines bis zu den Riffs und schmückenden Licks ist alles absolut eingängig [...]. Wann immer dieser Gitarren-Maestro ein Solo auf der Sechssaitigen startet, ist es mitreißend und beeindruckend, aber nie bloßes Mittel zum Selbstzweck. Es ist das Werk eines Musikers, der nicht nur sein Instrument perfekt beherrscht, sondern auch weiß, wie man Songs mit Substanz schreibt … und wie man sie singt! McBrides raue, vielseitige Stimme ist die eines Geschichtenerzählers.“

## Diskographie

### Soloalben
- 2008: Rich Man Falling
- 2010: Since Then
- 2011: Nine Lives (Live)
- 2012: Crossing The Line
- 2022: The Fighter
- 2025: Recordings 2020–2025

### EPs
- 2019: Show Me How To Love
- 2019: 100 Days
- 2020: Trouble

### Singles
- 2020: Kids Wanna Rock
- 2020: Dead in the Water
- 2020: Fat Pockets
- 2021: The Fighter
- 2022: High Stakes
- 2022: Don‘t Dare

### Mit Deep Purple
- 2024: =1